# Elise Smiths Skole
Elise Smiths Skole er en privatskole, der ligger i centrum af Aarhus. Den blev oprettet i 1824 og er en af Danmarks ældste fungerende privatskoler. Den var frem til ca. 1934 en ren pigeskole. Komikeren Jacob Haugaard fik i 1969 realeksamen herfra.
Den nuværende skoleleder er Winnie Tornvig Hooge.
Skolen har i dag (2021) cirka 550 elever og 61 ansatte.[kilde mangler]